# Bibikely Biodiversity Institute
De Bibikely Biodiversity Institute is een instituut dat onderzoek pleegt naar geleedpotigen in Madagaskar. Bovendien organiseert het instituut projecten om geleedpotigen te beschermen door middel van trainingsprogramma's en andere vormen van educatie. Veel biologiestudenten op Madagaskar brengen een groot deel van hun studietijd door op dit onderzoekscentrum.

## Geschiedenis
Het instituut is opgericht in 1992 door de bioloog Dr. Brian Fisher, curator en voorzitter van de entomologische afdeling van de California Academy of Sciences. In 2002 richtte het Bibikely Biodiversity Institute met de California Academy of Sciences en de regering het Madagascar Biodiversity Center op. In 2014 was Dr. Brian Fisher nog steeds directeur van het Bibikely Biodiversity Institute.

## Onderzoek
De onderzoekers van het instituut hebben een groot deel van Madagaskar onderzocht op geleedpotigen en miljoenen exemplaren gevangen en onderzocht. Onderzoek naar het leven van geleedpotigen geeft hun meer inzicht in hoe de dieren de beste bescherming gegeven kan worden. In de loop der tijd hebben de onderzoekers meer dan 800 nieuwe miersoorten ontdekt.

## Sponsoring
De organisatie wordt onder andere gesponsord door:
- National Science Foundation
- National Geographic Society
- World Wildlife Fund (WWF)
- McBean Family foundation

Bibikely Biodiversity Institute · Groupe d'Étude et de Recherche sur les Primates de Madagascar (GERP) · Madagascar Biodiversity Center · Madagascar Fauna Group · Madagascar National Parks · Velondriake